# Horné Štitáre
Horné Štitáre (hongrois : Felsőcsitár) est un village de Slovaquie situé dans la région de Nitra.

## Histoire
Première mention écrite du village en 1113.

## Démographie

### Évolution de la population
| Année:               | 1994. | 2004.   | 2014.    | 2024.    |
| -------------------- | ----- | ------- | -------- | -------- |
| Nombre de personnes: | 456   | 452     | 506      | 654      |
| Différence:          |       | -0,87 % | +11,94 % | +29,24 % |

| Année:               | 2023. | 2024.   |
| -------------------- | ----- | ------- |
| Nombre de personnes: | 676   | 654     |
| Différence:          |       | -3,25 % |